# ルイス・ゴンザレス (1995年生の外野手)
ルイス・フェルナンド・ゴンザレス（Luis Fernando Gonzalez, 1995年9月10日 - ）は、メキシコのソノラ州エルモシージョ出身のプロ野球選手（外野手）。左投左打。MLBのサンフランシスコ・ジャイアンツ所属。

## 経歴

### プロ入りとホワイトソックス時代
2017年のMLBドラフト3巡目（全体87位）でシカゴ・ホワイトソックスから指名されプロ入り。契約後、傘下のパイオニアリーグのルーキー級グレートフォールズ・ボイジャーズでプロデビュー。A級カナポリス・インティミディターズでもプレーし、2球団合計で67試合に出場して打率.236、2本塁打、15打点、2盗塁を記録した。
2018年はA級カナポリスとA+級ウィンストン・セイラム・ダッシュでプレーし、2球団合計で117試合に出場して打率.307、14本塁打、71打点、10盗塁を記録した。
2019年はAA級バーミングハム・バロンズでプレーし、126試合に出場して打率.247、9本塁打、59打点、17盗塁を記録した。
2020年8月17日にメジャー契約を結んでアクティブ・ロースター入りし、翌18日のデトロイト・タイガース戦でメジャーデビュー。この年はメジャーで3試合に出場して2打数無安打だった。

### ジャイアンツ時代
2021年8月15日にウェイバー公示を経てサンフランシスコ・ジャイアンツへ移籍した。ジャイアンツでは故障のため、メジャー及びマイナーでの出場は無かった。オフの11月30日にノンテンダーFAとなったが、2022年1月13日にマイナー契約で再契約を結んだ。
2022年の開幕は傘下のAAA級サクラメント・リバーキャッツで迎え、4月22日にメジャー契約を結んでアクティブ・ロースター入りした。

## プレースタイル
スピードと強肩が武器の外野手であり、打者としては二塁打と三塁打が多いギャップヒッターである。

## 詳細情報

### 年度別打撃成績
| 年 度    | 球 団    | 試 合 | 打 席 | 打 数 | 得 点 | 安 打 | 二 塁 打 | 三 塁 打 | 本 塁 打 | 塁 打 | 打 点 | 盗 塁 | 盗 塁 死 | 犠 打 | 犠 飛 | 四 球 | 敬 遠 | 死 球 | 三 振 | 併 殺 打 | 打 率 | 出 塁 率 | 長 打 率 | O P S |
| -------- | -------- | ----- | ----- | ----- | ----- | ----- | -------- | -------- | -------- | ----- | ----- | ----- | -------- | ----- | ----- | ----- | ----- | ----- | ----- | -------- | ----- | -------- | -------- | ----- |
| 2020     | CWS      | 3     | 2     | 1     | 1     | 0     | 0        | 0        | 0        | 0     | 0     | 0     | 0        | 0     | 0     | 0     | 0     | 1     | 1     | 0        | .000  | .500     | .000     | .500  |
| 2021     | CWS      | 6     | 11    | 8     | 2     | 2     | 2        | 0        | 0        | 4     | 0     | 0     | 0        | 0     | 0     | 3     | 0     | 0     | 2     | 1        | .250  | .455     | .500     | .955  |
| 2022     | SF       | 98    | 350   | 311   | 31    | 79    | 17       | 2        | 4        | 112   | 36    | 10    | 2        | 0     | 5     | 30    | 1     | 4     | 75    | 5        | .254  | .323     | .360     | .683  |
| MLB：3年 | MLB：3年 | 107   | 363   | 320   | 34    | 81    | 19       | 2        | 4        | 116   | 36    | 10    | 2        | 0     | 5     | 33    | 1     | 5     | 78    | 6        | .253  | .328     | .363     | .691  |

- 2022年度シーズン終了時

### 背番号
- 37（2020年）
- 17（2021年）
- 51（2022年 - ）